# Kénsárga fásgereben
A kénsárga fásgereben (Hydnellum geogenium) a Bankeraceae családba tartozó, Európában és Észak-Amerikában elterjedt, fenyvesekben élő, nem ehető gombafaj. 

## Megjelenése

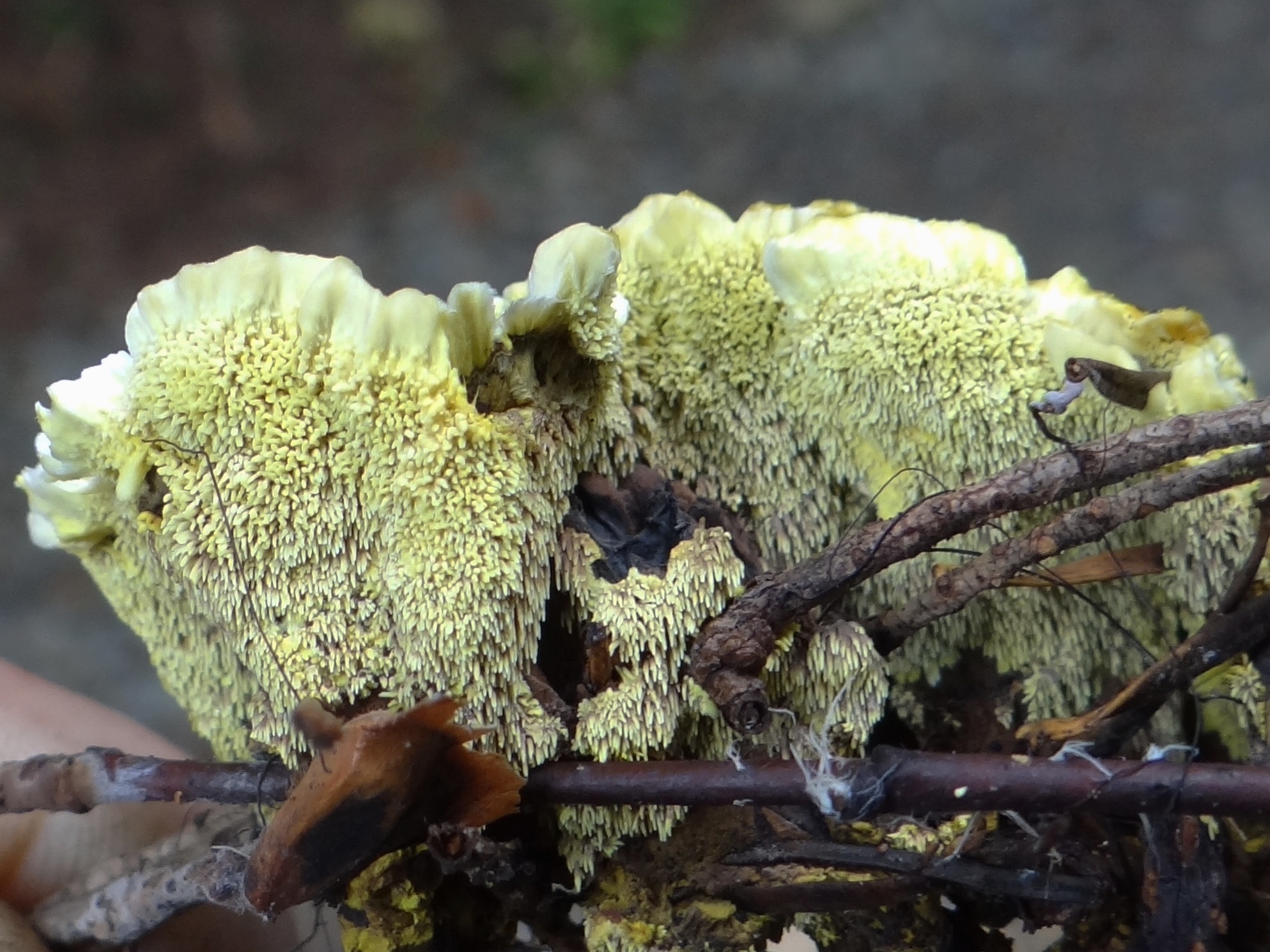

A kénsárga fásgereben kalapja 5-25 cm széles, lapos vagy bemélyedő, szabálytalanul lebenyes; a szomszédos termőtestek összenőnek. Felülete egyenetlen, göröngyös, sugarasan ráncos. Felszíne eleinte szálas-gyapjas, majd nemezes, idősen simára kopik. Színe eleinte kénsárga, majd olívzöldes, olívbarnás, helyenként sötétbarna, feketés; széle sokáig sárgás marad.  
Húsa max. 2 mm vastag, nem zónázott; színe halványsárga, sárga, olívzöldes, idősen barnás. Szaga és íze nem jellegzetes, vagy némileg lisztszagú és kesernyés. 
A tönk aljáig lefutó termőrétege tüskés. A sűrűn elhelyezkedő tüskék 0,5-3 mm hosszúak, halványsárgák, olívsárgák vagy olívbarnák. 
Tönkje max. 2 cm magas, tömzsi, vaskos, beleolvad a kalapba. A töve felé kissé vékonyodik. Színe megegyezik a kalapéval. 
Spórapora barna. Spórája nagyjából kerek, felszíne szabálytalanul gumós, mérete 3-4,5 x 3-4 µm.

### Hasonló fajok
A fenyő-likacsosgomba vagy a narancssárga fásgereben hasonlíthat hozzá. 

## Elterjedése és termőhelye
Európában (főleg Skandináviában és az Alpokban) és Észak-Amerikában honos. Magyarországon még nem találták meg.
Hegyvidéki fenyvesekben fordul elő, inkább luc alatt, savanyú talajon. Augusztustól októberig terem. 
Nem ehető.